# Хейдзьо-кьо

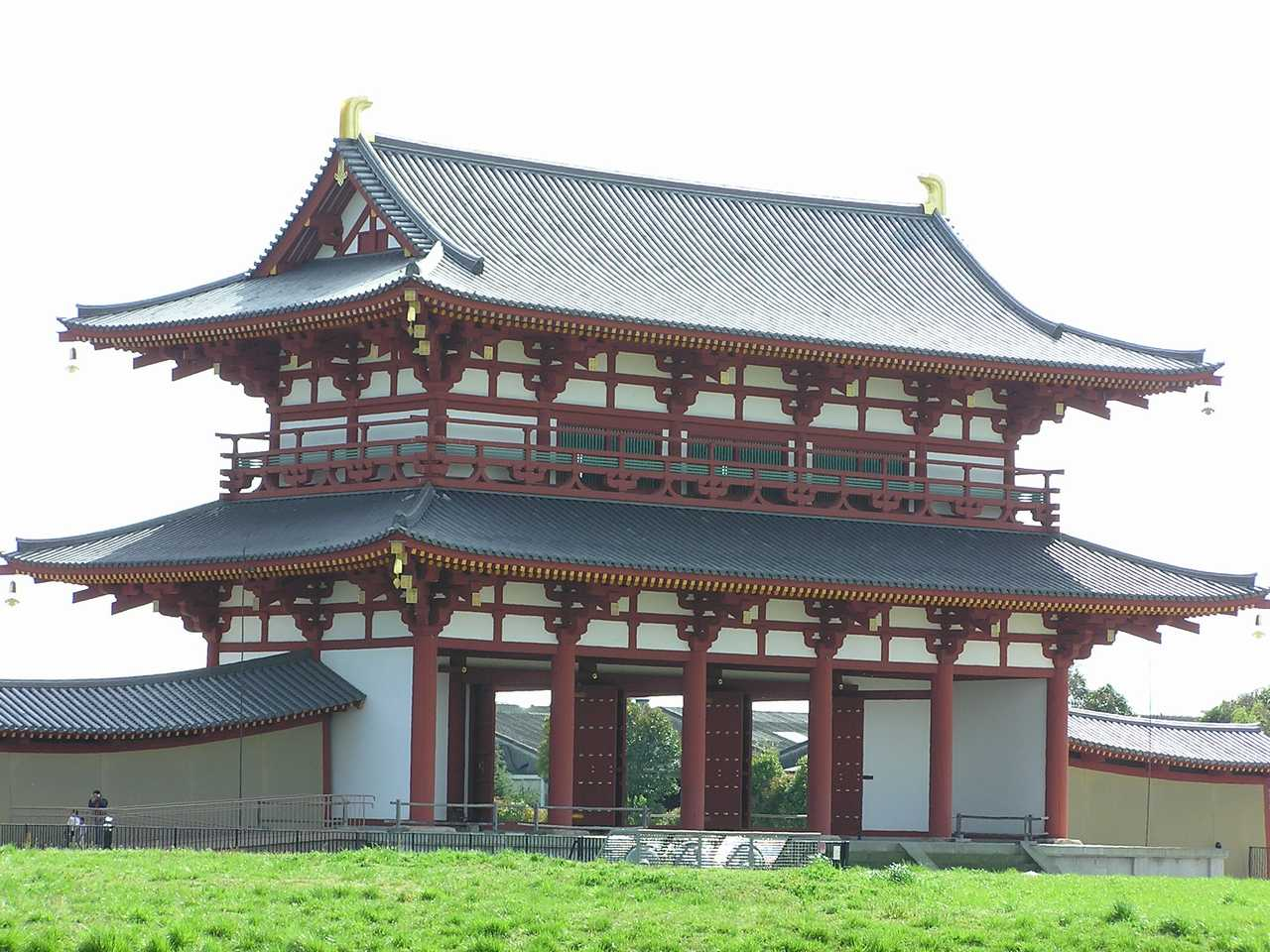
Реставровані ворота Червоного фенікса.

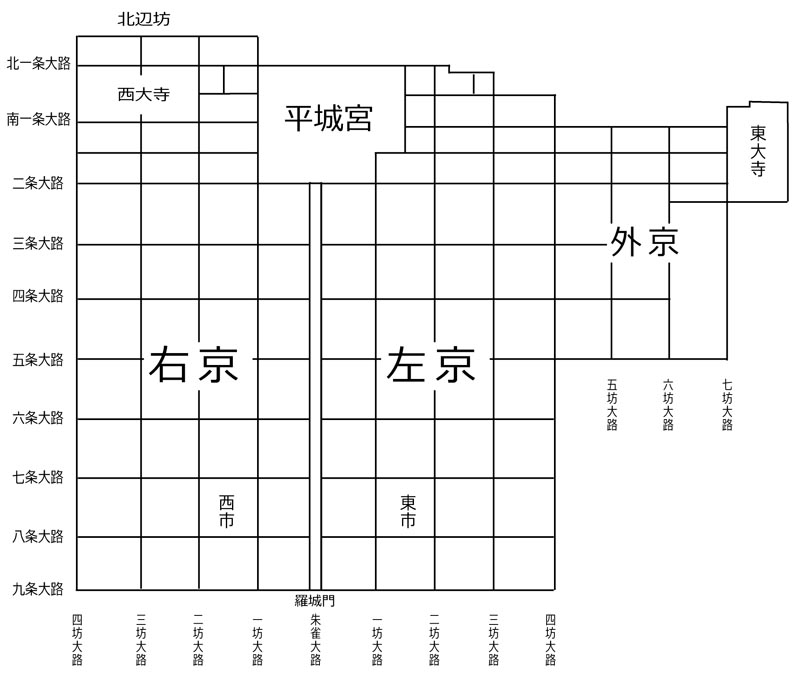
План столиці Хейдзьо.

Столиця Хейдзьо (яп. 平城京, へいじょうきょう, Хейдзьо-кьо, «столичне місто спокою») — столиця стародавньої японської держави у 710—784 роках, протягом періоду Нара. Знаходилась на півночі Нарської западини, у південно-західній частині сучасного міста Нара префектури Нара. Центр культури Темпьо. Також відома як столиця Нара (奈良の京, 奈良の都).

## Короткі відомості
Столиця Хейдзьо була спроєктована за китайською містобудівною системою «шахової дошки», за зразком танської столиці Чан'ань. З висоти пташиного лету вона нагадувала неправильний прямокутник. Її довжина з півночі на південь становила 4,8 км, а з заходу на схід — 4,3 км.
Центральною частиною міста пролягав Проспект Червоного фенікса (朱雀大路, судзаку-одзі), що тягнувся від Замкових воріт (羅城門, радзьо-мон) до Воріт Червоного фенікса (朱雀門, судзаку-мон) Імператорського палацу. Проспект розділяв столицю на два великих райони: «лівий» (左京, сакьо) і «правий» (右京, укьо). Кожен з них мав власний ринок: «західний» (西市, нісі-іті) для «лівого» та «східний» (東市, хіґасі-іті) для «правого» районів . Окрім проспекту Червоного фенікса містом проходили інші проспекти (大路, одзі) і вулиці (小路, кодзі), які ділили його на рівномірні прямокутні квартали.
Імператорський палац  (平城宮, хейдзьо-кю) знаходився у найпівнічнішій точці столиці. Площу, яку він займав, нагадувала неправильний прямокутник, довжиною 1 км з півночі на південь та 1,3 км з заходу на схід. У центрі палацу знаходилися Імператорські хороми (内裏, дайрі), на півдні — Династична Зала (朝堂院, тьодоїн) для зборів уряду, а довкола — них різноманітні будівлі міністерств, відомств та Імператорської прислуги.
У середині 8 століття до «правого» району столиці було добудовано ще один, так званий «зовнішній» (外京, ґекьо). На сході від нього збудували монастир Тодайдзі, головну буддистську святиню стародавньої Японії.
Населення столиці Хейдзьо в часи її розквіту становило близько 200 тисяч осіб.